# Пауэрс, Хирам
Хира́м Па́уэрс (англ. Hiram Powers; 29 июня 1805, Вудсток, Вермонт, США, — 27 июня 1873, Флоренция, Италия) — американский неоклассический скульптор.

## Биография
Родился в семье фермера. В 1818 году его отец переехал жить в Огайо, где поселился в шести милях от Цинциннати, и Пауэрс учился там в школе в течение года. После окончания школы он нашел работу суперинтендантом в читальном зале главной гостиницы города, но вскоре, по его собственным словам, был вынужден покинуть это место, так как денег не хватало на одежду и обувь, и он стал клерком в универсальном магазине.
В возрасте 17 лет Хирам стал помощником Лумана Уотсона, часовщика из Цинциннати. Работая с ним, Хирам получил квалификацию в области моделирования фигур.
В 1826 году Пауэрс стал частым гостем в студии Фредерика Экштейна, и сразу загорелся сильной страстью к искусству скульптуры.
В 1837 году он поселился в Флоренции, где и оставался до самой своей смерти, хотя иногда выезжал путешествовать в Англию.
Похоронен на Английском кладбище во Флоренции.